# Ragbaby Stephens

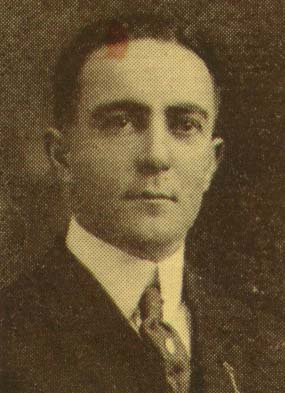
Ragbaby Stevens, in 1918

Joe Stephens, beter bekend als Ragbaby of Rag Baby Stephens (3 maart 1887 – ca. 1927) was een vroege New Orleans-dixieland- en jazz-drummer.
Stephens, afkomstig uit een familie die meer professionele musici heeft voortgebracht, was een hotjazzdrummer in de Reliance Band van Papa Jack Laine, in de beginjaren van de twintigste eeuw. Vanwege problemen vertrok hij naar Chicago en hij was een van de eerste musici uit New Orleans die zich daar vestigde. Hij werkte er enige jaren met banjoïst en bandleider Bert Kelly, die in 1918 met zijn Jass Band in New York werk vond in Reisenweber's Cafe, als vervanging van de Original Dixieland Jass Band. De groep, met onder meer Stephens, Alcide Nuñez en trombonist Tom Brown, had er succes en bleef er ook spelen toen de Original Dixieland Jass Band terug was in de stad: de twee bands wisselden elkaar in het café af. Nadat tijdens een battle of the bands met de Kelly Jazz Band Stephens drumstel vernield werd, nam hij de eerstvolgende trein terug naar Chicago. Stephens werkte er tot in de jaren twintig, onder meer met Nuñez. Trombonist Eddie Edwards noemde Stephens een geweldige drummer: "Hij inspireerde je".
Stephens' zoon Joseph jr. (1909-1974) en kleinzoon Joseph E. Stephens waren eveneens musici.